# Cascades Silver Strand
Les cascades Silver Strand són unes cascades de 175 m d'altura que cauen al llarg del Meadow Brook, a l'extrem occidental de la vall de Yosemite, al Parc Nacional de Yosemite (Estats Units d'Amèrica). Es creu que les caigudes d'aigua cauen 356 m, però això és incorrecte. El nom de Widow's Tears (Llàgrimes de la vídua) s'havia aplicat a les cascades Silver Strand en el passat, però una cascada de baix volum d'aigua que es troba a l'est de Meadow Brook es coneix com a Widow's Tears i es creu que té una altura de 360 m, d'aquí la confusió sobre la seva altura.
El mapa recent de 1: 24.000 de la vall de Yosemite mostra 120 m d'altura per aquestes cascades i no 175 m, calculada per escaladors de gel. Atès que les cascades no són verticals, és possible que l'altura de l'escalada de gel sigui en realitat 175 m, mentre que la diferència d'elevació entre la part superior i la inferior és tal com es mostra el mapa topogràfic, 120 m.
L'origen del número «1.170 peus» (356 m) per a l'altura d'aquestes cascades o de les cascades Widow's Tears és obscur. Però, en qualsevol cas, aquesta altura no és compatible ni per una observació de camp ni per un mapa topogràfic. Sembla que l'aigua de Widow's Tears cau més o menys abruptament per un nínxol quadrat des de prop de 250 m d'altura, i després comença a baixar 210 m addicionals en un angle generalment inferior sobre una sèrie de petits terraplens i lloses.
Atès que les cascades Silver Strand i Widow's Tears estan situades en rierols que drenen cap a àrees petites i relativament baixes, normalment totes dues s'assequen completament durant l'any a mitjans de juny, ja que són alimentats exclusivament pel desglaç de la neu.